# Bernis
Bernis település Franciaországban, Gard megyében. Lakosainak száma 3341 fő (2022. január 1.). Bernis Aubord, Beauvoisin, Langlade, Milhaud, Nages-et-Solorgues és Uchaud községekkel határos.

## Népesség
A település népességének változása:
| Lakosok száma | 1081 | 2220 | 2502 | 2975 | 3264 | 3298 | 3420 | 3421 | 3452 | 3341 |
|               | 1968 | 1982 | 1990 | 2006 | 2013 | 2015 | 2017 | 2019 | 2020 | 2022 |